# Риђи рис
Риђи рис (Lynx rufus) је врста сисара из реда звери и породице мачака (Felidae). Риђи рис је једна од четири постојеће врсте у роду дивљих мачака средње величине рис (Lynx) (уз канадски рис, иберијски рис и обични рис. Поријеклом је из Сјеверне Америке, креће се од јужне Канаде преко већине сусједних Сједињених  Америчких Држава до Оахака у Мексику. Наведена је као најмање забринута на Црвеној листи IUCN-а од 2002. године, због своје широке распрострањености и велике популације. Иако је интензивно ловљен и за спорт и крзно, популације су се показале стабилним, иако у неким областима опадају.
Има препознатљиве црне траке на предњим ногама и здепасти реп са црним врхом. Достиже укупну дужину (укључујући и реп) до 125 cm (50 in). То је прилагодљив предатор који насељава шумовита подручја, полупустињу, урбану ивицу, шумску ивицу и мочварна окружења. Остаје у неком од својих првобитних опсега, али популације су подложне истребљењу од стране којота и домаћих животиња. Иако риђи рис преферира зечеве и куниће, лови инсекте, пилиће, гуске и друге птице, мале глодаре и јелене. Избор плијена зависи од локације и станишта, годишњег доба и обиља. Као и већина мачака, риђи рис је територијална и углавном усамљеничка животиња, иако са неким преклапањем у кућним дометима. Користи неколико метода за обиљежавање својих територијалних граница, укључујући трагове канџи и депозите урина или фекалија. Риђи рис се размножава од зиме до прољећа и има период гастације од око два мјесеца. 
Препознате су двије подврсте: једна источно од Велике равнице, а друга западно од Велике равнице. Појављује се у неким причама о аутохтоним народима Сјеверне и Централне Америке, као и у фолклору становника Америке европског поријекла. 

## Таксономија и еволуција
Felis rufa је научно име које је предложио Јохан Кристијан Данијел фон Шребер 1777. године. У 19. и 20. вијеку описани су сљедећи зоолошки узорци:
- Lynx floridanus који је предложио Константин Самуел Рафинеск 1817. године био је сивкасти рис са жућкасто смеђим мрљама са Флориде.[6]
- Lynx fasciatus такође предложио Рафинеск у 1817. години је црвенкасто браон рис са дебелим крзном са сјеверозападне обале.[6]
- Lynx baileyi предложио Клинтон Харт Мериам у 1890. години је женка риса који је убијен у планинама Сан Франциска.[6]
- Lynx texensis предложио Џол Асап Ален у 1895. години да замјени раније име Lynx rufus var. maculatus.[7]
- Lynx gigas предложио Оутрам Бангс у 1897. години је кожа одраслог мужјака риса упуцаног у близини насеља Бер Ривер, Нова Шкотска.[8]
- Lynx rufus eremicus и Lynx rufus californicus које је предложио Едгар Алекандер Мернс 1898. године биле су коже и лобање два одрасла риса убијена у  округу Сан Диего, Калифорнија.[9]
- Lynx rufus peninsularis који је предложио Олдфилд Томас 1898. године био је лобања и блиједо руфус кожа мушког риса из полуострва Доња Калифорнија.[10]
- Lynx fasciatus pallescens предложио Мериам у 1899. години, био је кожа сивог риса који је убијен у близини насеља Траут Лејк (Вашингтон).[11]
- Lynx ruffus escuinapae који је предложио Ален 1903. године био је лобања и блиједа кожа одрасле жене из општине Ескуинапа у Мексику.[12]
- Lynx rufus superiorensis од Рандолф Ли Петерсон и Стјуарт К. Даунинг у 1952. години је костур и кожа мушког риса убијен у близини мјеста Порт Артур, Онтарио.[13]
- Lynx rufus oaxacensis који је предложио Џорџ Гудвин 1963. године заснован је на три лобање и шест кожа рисова убијених у мексичком округу Техуантепек.[14]

Ваљаност ових подврста је оспорена 1981. године због мањих разлика између примјерака из различитих географских региона у Сјеверној Америци.

## Опис
Риђи рис подсјећа на друге врсте средњег раста рода рис, али је у просјеку најмањи од четири врсте. Длака му је промјенљива, мада углавном препланула до сивкасто-браон, са црним пругама на тијелу и тамним тракама на предњим ногама и репу. Његов уочени узорак дјелује као камуфлажа. Уши су црне врхове и шиљасте, са кратким, црним праменовима. Генерално, бјеличаста боја се види на уснама, бради и доњем дијелу. Риђи рис у пустињским регионима југозапада имају најсвјетлије боје капуте, док су они у сјеверним, шумовитим регионима најтамнији. Мачићи се рађају са крзненом и већ имају своје мрље. Неколико меланистичких риђих рисова виђено је и заробљено на Флориди, САД и Њу Брансвику, Канада. Појављују се и у црним узорцима, али и даље могу имати тачкасти узорак.

## Распрострањење
Врста је присутна у Канади, Мексику и Сједињеним Америчким Државама.

## Угроженост
Ова врста није угрожена, и наведена је као последња брига јер има широко распрострањење.

### Популациони тренд
Популација ове врсте је стабилна, судећи по доступним подацима.